# Prayer in the night
Prayer in the night er en kortfilm for unge fra 2009, instrueret af Inma Carpe.

## Handling
Animationsfilmen 'Prayer in the Night' er en dialogløs fortælling om guddommelig kærlighed, om solen og månen krydret med klassisk musik og gådefulde ledetråde.  